# 汪莱
汪萊（1768年—1813年），字孝嬰，號衡齋，安徽歙縣人。清代數學家，著有《衡齋算學》七卷。
他和篆刻家巴樹谷是好朋友。數學上，他常跟李銳、焦循和江籓討論秦九韶及李冶的著作。

## 官場
15歲成為補博士弟子。弱冠後，在蘇州葑門外讀書，十分仰慕江永、戴震、金榜和程易疇等學者。他努力學習經史百家以及曆法、算術。
嘉慶十一年夏，兩江督臣奉命查量云梯关外舊海口和六塘河新海口的地勢，請來汪萊測量，自此汪萊精於數學的事便為朝廷的人所知。十二年，以優貢生的名義入北京，考取八旗官學教習，剛巧御史徐國楠奏請續修《天文》及《時憲》兩部志，大學士首舉汪萊、徐准宜和許澐入館纂修。十四年完成。後來擔任石埭縣訓導。十八年，參加省試，患病死于任上，虛齡46歲。

## 數學貢獻
- 進位制
- 球面三角形
- 方程
- 級數
- 組合數學
- 割圓術

## 延伸阅读
[在维基数据编辑]
 《清史稿·卷507》，出自趙爾巽《清史稿》